# Daniel Kehlmann

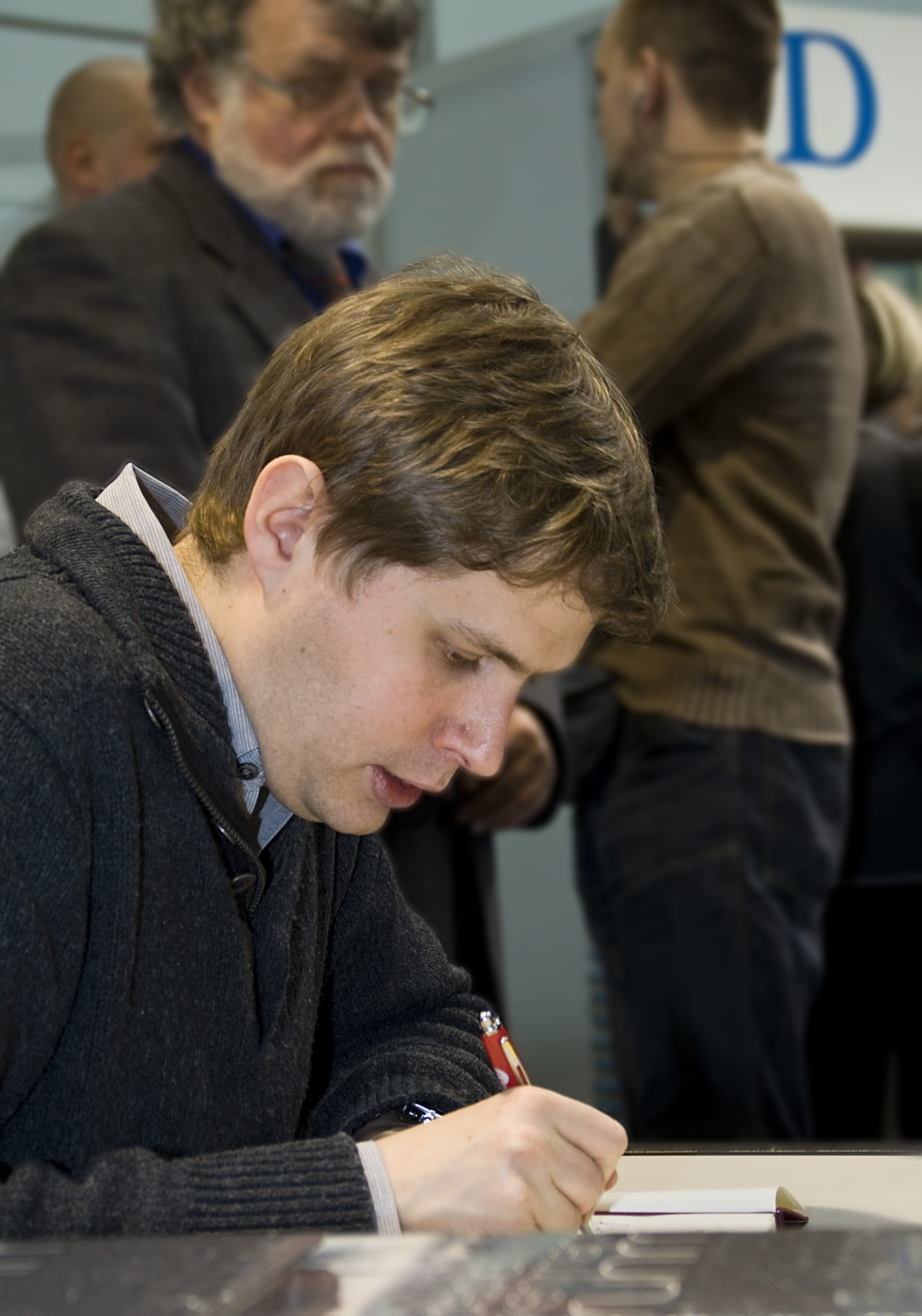
Daniel Kehlmann la Târgul de Carte de la Leipzig (2009)

Daniel Kehlmann (n. 13 ianuarie 1975, München, RFG) este un scriitor de limbă germană.

## Viața
Daniel Kehlmann este fiul regizorului Michael Kehlmann și a actriței Dagmar Mettler. Bunicul său a fost scriitorul expresionist Eduard Kehlmann. În 1981, la vârsta de șase ani familia se stabilește la Viena – unde bunicul său a trăit , iar tatăl s-a născut, fiind profesional legat între Viena și Germania -, unde Kehlmann va studia după terminarea școlii colegiul de filosofie Kollegium Kalksburg și Critica literară. Prin cartea Ich und Kaminski va avea în 2003 reușita sa internațională ca scriitor. Trăiește la Viena și Berlin.

## Opere în limba germană
- Beerholms Vorstellung. Roman. Deuticke, Viena 1997. ISBN 3-216-30290-3
- Unter der Sonne. Contes. Deuticke, Viena 1998. ISBN 3-216-30363-2
- Mahlers Zeit. Roman. Suhrkamp, Frankfurt 1999. ISBN 3-518-41078-4
- Der fernste Ort. Nouvelle. Suhrkamp, Frankfurt 2001. ISBN 3-518-41265-5
- Ich und Kaminski. Roman. Suhrkamp, Frankfurt 2003. ISBN 3-518-41395-3 (Eu și Kaminski[18])
- Die Vermessung der Welt. Roman. Rowohlt, Reinbek bei Hamburg 2005. ISBN 3-498-03528-2[19] (Măsurarea lumii[18])
- Wo ist Carlos Montúfar? Essai. Rowohlt, Reinbek bei Hamburg 2005. ISBN 3-499-24139-0
- Diese sehr ernsten Scherze. Göttinger Poetikvorlesungen. Wallstein Verlag, Göttingen 2007. ISBN 3835301454
- Ruhm. Ein Roman in neun Geschichten. Roman. Rowohlt, Reinbek bei Hamburg 2009. ISBN 978-3-498-03543-3
- F. Roman. Rowohlt, Reinbek bei Hamburg 2013. ISBN 978-3-498-03544-0
- Tyll. Roman. Rowohlt, Reinbek bei Hamburg 2017. ISBN 978-3-498-03567-9 (Tyll[20])
- Lichtspiel. Roman, Rowohlt, Hamburg 2023, ISBN 978-3-498-00387-6. (Joc de lumini[21])